# Чандосовский портрет

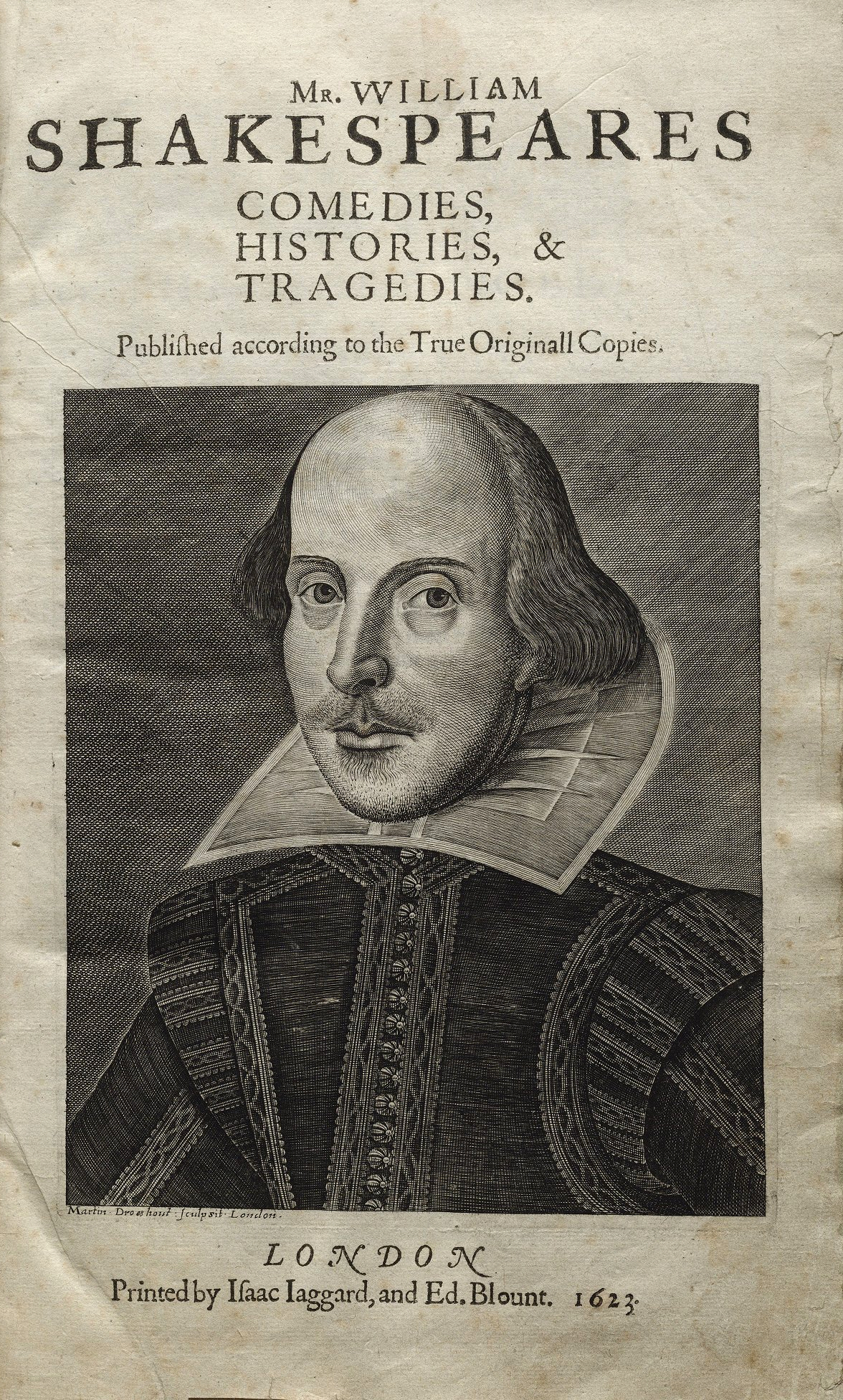
Шекспир, гравюра в Первом фолио

Чандосовский портрет (портрет Чандоса) — мужской портрет начала XVII века, названный по имени одного из бывших владельцев, Джеймса Бриджеса, 3-го герцога Чандоса (1731—1789).
Один из наиболее известных портретов, которые изображают или предположительно изображают Уильяма Шекспира (1564—1616), однако в настоящее время невозможно определить с полной уверенностью, кто на нём изображён. Автором, возможно, является Джон Тейлор (ок. 1585—1651). В 2006 году историк искусств Тарня Купер из Национальной портретной галереи завершила трех с половиной летнее исследование портретов, якобы принадлежащих Шекспиру, и пришла к выводу, что портрет Чандоса, скорее всего, является изображением Шекспира. Купер указывает на серьгу и свободные галстуки рубашки модели, которые были символами поэтов (поэт Джон Донн и покровитель Шекспира граф Пембрук носили схожую одежду). Однако она с готовностью признает, что подлинность картины не может быть доказана.
Портрет был написан, вероятно, в промежутке с 1600 по 1610 годы. Не исключено, что служил образцом для гравюры в Первом фолио.
С 1856 года и по настоящее время принадлежит Национальной портретной галерее в Лондоне (был первым приобретением галереи).